# Erbaa

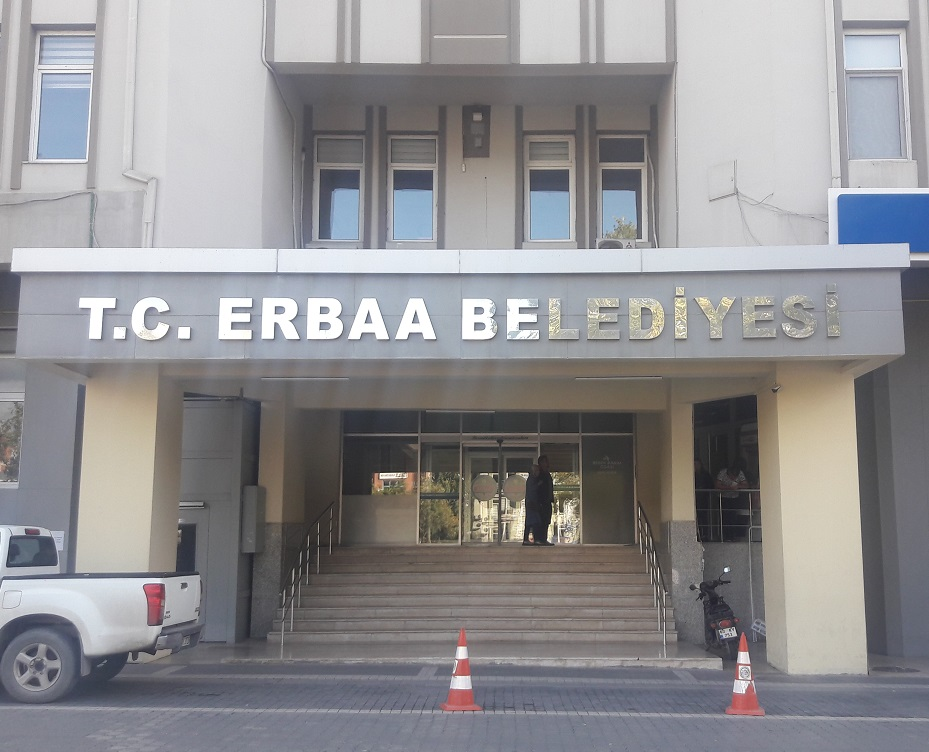
Municipal building of Erbaa

Erbaa este un oraș din Turcia.